# KQ Близнецов
KQ Близнецов (лат. KQ Geminorum) — двойная затменная переменная звезда типа Беты Лиры (EB) в созвездии Близнецов на расстоянии приблизительно 3 640 световых лет (около 1 116 парсек) от Солнца. Видимая звёздная величина звезды — от +15m до +14m. Орбитальный период — около 0,408 суток (9,79 часа).
Открыта Борисом Кукаркиным и др. в 1968 году*.

## Характеристики
Первый компонент — жёлто-белая звезда спектрального класса F5V*. Масса — около 1,7 солнечной, радиус — около 1,63 солнечного, светимость — около 3,352 солнечных. Эффективная температура — около 6500 К.
Второй компонент — оранжевый карлик спектрального класса K. Масса — около 0,4 солнечной, радиус — около 0,78 солнечного, светимость — около 0,48 солнечной. Эффективная температура — около 4641 К.